# 米尔科·赞尼
米尔科·赞尼（義大利語：Mirko Zanni，1997年10月16日—），意大利男子举重运动员。他曾代表意大利参加2020年夏季奥林匹克运动会举重比赛，结果以322公斤的总成绩获得男子67公斤级铜牌。